# Малкин, Жорж
Жорж Александр Малкин (фр. Georges Alexandre Malkine; 10 октября 1898, Париж, Франция — 22 марта 1970, там же) — французский художник и киноактёр. Сын скрипача русского происхождения Жака (Якова) Малкина и датской скрипачки Ингеборг Магнус, учившихся вместе в Парижской консерватории.

## Биография
Воспитывался у родителей во Франции, у родственников в Германии и России, а после того, как в 1919 году его мать умерла, а отец вступил в повторный брак и окончательно перебрался в США, оказался предоставлен самому себе. Пробуя себя в живописи, познакомился в 1922 году с Робером Десносом, затем через его посредство с Андре Бретоном, Луи Арагоном и другими радикальными литераторами и в 1924 году стал единственным художником, подписавшим вместе с ними манифест сюрреализма. В дальнейшем Малкин публиковал свои рисунки в журнале «La Révolution surréaliste», выставлялся в парижской галерее сюрреалистов. На протяжении 1930-х гг. активно снимался в различных французских кинофильмах.
У Жоржа Малкина было четверо детей (три дочери — Monelle, Fern, Shayan, и сын Gilles), в том числе американская художница Ферн Малкин-Фалвей (англ. Fern Malkine-Falvey).